# Mechelse stadsbus
Het Mechelse stadsbusnet wordt geëxploiteerd door de De Lijn. Het stadsbusnetwerk kent anno 2022 zeven stadslijnen. Het belangrijkste knooppunt van het stadsnet is Station Mechelen.

## Wagenpark
Het Mechelse stadsnet wordt integraal door stelplaats Mechelen van De Lijn gereden. De meeste bussen van deze stelplaats kunnen op het stadsnet ingezet worden. Dit zijn vooral de midibussen die op de stadsdienst rijden.

### Huidig wagenpark
De volgende bussen doen anno 2021 dienst op het stadsnet.
| Serie                    | Aantal | Fabrikant | Type         | Opmerking |
| ------------------------ | ------ | --------- | ------------ | --------- |
| 3014-3019                | 6      | CRRC      | CRRC TEG6853 |           |
| 4244 4246-4247 4249-4251 | 6      | Van Hool  | newA308      |           |
| 5276-5282                | 7      | Van Hool  | newA309      |           |

### Voormalig wagenpark
De volgende bussen deden anno 2021 dienst op het stadsnet.
| Serie     | Aantal | Fabrikant | Type    | Opmerking                                          |
| --------- | ------ | --------- | ------- | -------------------------------------------------- |
| 1163-1168 | 6      | Van Hool  | newA309 | Tijdelijke huurbussen afkomstig van Oostmalle Cars |
| 2986-2990 | 5      | Van Hool  | A308    |                                                    |
| 3450-3469 | 20     | Van Hool  | A308    |                                                    |
| 3821-3826 | 6      | Van Hool  | A308    |                                                    |
| 4245      | 1      | Van Hool  | newA308 | Bus was in 2013 uitgebrand.                        |
| 4248      | 1      | Van Hool  | newA308 | Bus was in 2013 uitgebrand.                        |
| 4480-4499 | 20     | Van Hool  | AU 124  | Voormalig NMVB                                     |
| 5076-5084 | 9      | Van Hool  | AU 124  | Voormalig NMVB                                     |

## Lijnoverzicht

### Huidige lijnen
Anno 2022 zijn er zeven stadslijnen en een pendeldienst naar Winkelcentrum Malinas op zaterdag. Hieronder een tabel met de huidige stadslijnen die overdag rijden.
| Lijn | Traject                                         | Frequentie                                      | Voornaamste haltes |
| ---- | ----------------------------------------------- | ----------------------------------------------- | --- |
| 1    | Nekkerspoel - Centrum - Station (centrumpendel) | 7’ - 8’                                         | Sint-Libertuskerk, Nekkerspoel, Veemarkt, Schoenmarkt, Botermarkt, Station                                                                                                |
| 2    | AZ Sint-Maarten - Station - Vrijbroekpark       | 30’                                             | AZ Sint-Maarten, Tivoli, Otterbeek, Galgenberg, De Schijf, Veemarkt, Station, Brusselpoort, Vrijgeweidestraat, Stuivenbergbaan                                            |
| 3    | Station - Muizen                                | 30’                                             | Station, Lotelingstraat, Station Muizen, Brugstraat |
| 4    | Station - Battel - Leest                        | 30’                                             | Station, Brusselpoort, Adegempoort, Transportzone E19, Battel Kerk, Dorp, Europawijk                                                                                      |
| 5    | AZ Sint-Maarten - Station - Geerdegemdries      | 30'                                             | AZ Sint-Maarten, Tivoli, Otterbeek, Galgenberg, De Schijf, Veemarkt, Station - Station, Molenweide, Geerdegemdries, E. Walschaertstraat, Dupont De Nemours, Bedrijvenlaan |
| 6    | Station - Industrie Noord                       | 30’ 20’ (spits)                                 | Station, Brusselpoort, Rode Kruisplein, Kantevelden (Malinas), Oude Baan, Campus II                                                                                       |
| 8    | Station - De Beemden                            | 30’                                             | Station, Brusselsepoort, De Beemden |
| PM   | Station - Malinas                               | 30’ Uitsluitend zaterdag tussen 10 en 17.30 uur | Station, Brusselpoort, Rode Kruisplein, Malinas |

### Voormalige lijnen
In augustus 2012 werden, door algemene bezuinigingen, enkele lijnen opgeheven en werden de trajecten deels overgenomen door andere lijnen. In 2022 werden lijnen 6 en 9 (Industrie Noord) vervangen door een vernieuwde lijn 6.
| Lijn | Traject                                      | Frequentie | Voornaamste haltes |
| ---- | -------------------------------------------- | ---------- | --- |
| 2    | Vrijbroekpark - Station - De Nekker          | 15'        | Vrijbroekpark - Station - UGC - De Nekker                                                                                      |
| 6    | Station - Industrie Noord - Tivoli - Station | 30’        | Station, Rode Kruisplein, Oude Baan, Campus II, Tuinbouwschool                                                                 |
| 7    | Tivoli - M. Gandhistraat                     | 20’        | Tivoli, Otterbeek, Tuinbouwschool, Sint-Maartenziekenhuis, Galgenberg, De Schijf, Veemarkt, Station Mechelen, Station Hofstade |
| 8    | Station - Industrie Zuid                     | 20’ - 30’  | Station, Bedrijvenlaan |
| 9    | Station - Tivoli - Industrie Noord - Station | 30’        | Station, Rode Kruisplein, Tuinbouwschool, Oude Baan, Campus II                                                                 |